# Apače (gmina Apače)
Apače – miejscowość w Słowenii, siedziba gminy Apače. Miejscowość zlokalizowana jest na granicy Słowenii i Austrii. W miejscowości znajduje się kościół parafialny pod wezwaniem Wniebowzięcia Najświętszej Maryi Panny.